# Gustav Schnack
Johan Gustav Frederik Schnack (* 14. Dezember 1839 in Mallingsminde bei Ringsted; † 7. Juni 1920 in Kopenhagen) war ein dänischer Artillerieoffizier, zuletzt im Range eines Obersten, und Kriegsminister.

## Herkunft und Familie
Schnacks Vater war der Großbauer Otto Diederich Schnack (1791–1861), seine Mutter war dessen Gattin Sophie Elisabeth, geb. Hellmers (1811–1897). Am 29. Mai 1867 heiratete Gustav Schnack in Oldenburg Julie Louise Clara Tenge (1840–1876), Tochter des Präsidenten des großherzoglich oldenburgischen Appelllationsrates Georg Wilhelm Christian Tenge (1797–1868) und dessen Gattin Wilhelmine Sophie Therese, geb. von Harten (1806–1888). Aufgrund des frühen Todes seiner Frau, heiratete Schnack am 30. September 1880 in Brake Mathilde Elise Henriette Groninger (1841–1935), Tochter des Arztes Carl Gerhard G. (1804–1893) und dessen Gattin Bertha Juliane Friederike, geb. Meyer (1811–1843).

## Leben
1858 legte Schnack sein Abitur an der Sorø Akademi ab und besuchte von 1861 bis 1866 die Königlich Militärische Hochschule, 1864 ruhte jedoch seine Ausbildung an der Hochschule, da er an der Verteidigung Fredericias teilnahm. 1867 wurde Schnack Premierleutnant und tat ab 1872 Dienst im Artilleriestab und hernach für einige Jahre bei der Künsten- und der Feldartillerie. Ab 1874 war Schnack Lehrer an der Offizierschule und wurde 1879 zum Kapitän Batteriechef ernannt. 1882 bis 1884 Vorsteher der Schießschule der Artillerie und Mitglied verschiedener Artilleriekommissionen. 1886 bis 1896 war er Chef des 2. Departements des Kriegsministeriums und war an der Planung und Durchführung der Befestigung von Kopenhagen beteiligt; ebenfalls war er an den Verhandlungen zwischen dem dänischen Staat und der Kommune Kopenhagen über die Nutzung der westlichen Gemeindewiesen für das Rigshospitalet und Kasernen für das Gardehusarregimentet sowie das Ingeniørregimentet beteiligt. 1889 wurde er zum 1889 Oberstleutnant und 1895 zum Oberst ernannt.
Am 25. April 1896 übernahm Schnack von Christian Albert Frederich Thomsen das Kriegsministerium in der Højre-Regierung Reedtz-Thott. Das Amt hatte er bis zum Rücktritt der Regierung am 23. April 1897 inne. Am 28. August 1899 übernahm er das Ressort als Nachfolger Christian Frederik Frands Elias Tuxens im Kabinett Hørring, ebenfalls von der Højre gestellt. Den Posten des Kriegsministers hatte er auch in der letzten Højre-Regierung, dem Kabinett Sehested bis zum 24. Juli 1901 inne. Nach seinem Abgang als Minister wurde Schnack Vertreter der Kruppschen Waffenfabriken und damit Vermittler neuer Feldgeschütze.
Schnack übersetzte mehrere der Werke Fritz Reuters ins Dänische.

## Auszeichnungen
- 1882: Ritterkreuz des Dannebrogordens
- 1887: Dannebrogsmændenes hæderstegn
- 1892: Komtur II. Klasse des Dannebrogordens
- 1897: Komtur I. Klasse des Dannebrogordens